# Hospital universitário

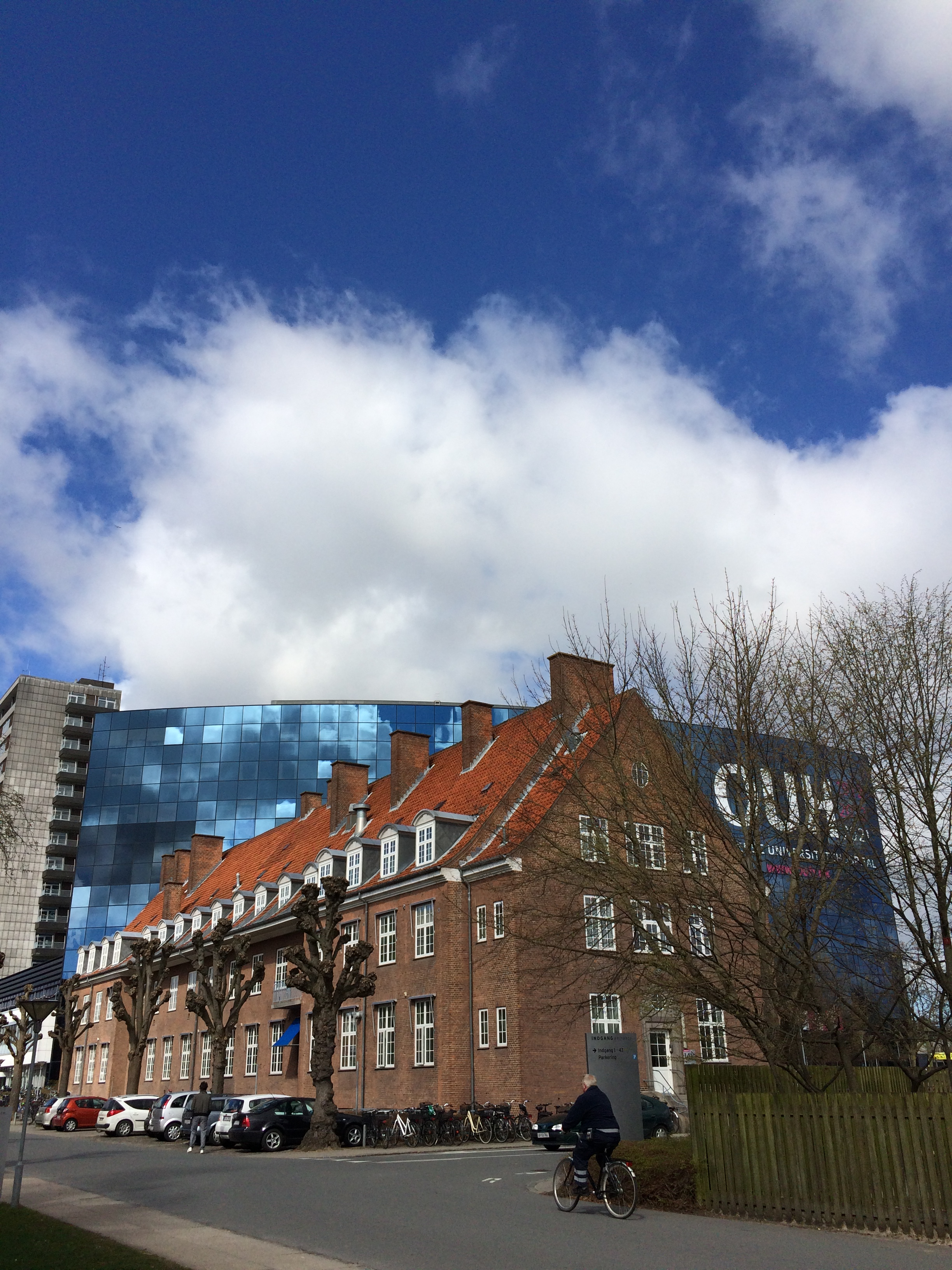
Hospital universitário em Odense, na Dinamarca.

Hospital universitário, hospital-escola ou hospital de ensino é um centro de atendimento hospitalar mantido por ou que colabora com universidades, com os objectivos de participar nas actividades de formação e de investigação no domínio do ensino dos profissionais de saúde (medicina, enfermagem, farmácia, psicologia, fisioterapia, nutrição, gerontologia e odontologia).
É concedida, a denominação de hospital universitário, aos hospitais com ensino universitário que, em cada um dos departamentos, serviços e unidades funcionais que participam nas actividades de ensino, satisfaçam determinados requisitos, nomeadamente a existência de um número significativo de médicos habilitados com o grau de doutor e uma capacidade assistencial de referência, evidenciada em termos de desempenho, técnicas e tecnologias de vanguarda, bem como capacidade de investigação instalada.